# Patricia Duncker
Patricia Duncker (* 29. Juni 1951 in Kingston, Jamaika) ist eine britische Schriftstellerin und Hochschullehrerin.

## Leben
Sie siedelte mit 13 nach Großbritannien über, wo sie Englisch am Newnham College der University of Cambridge sowie englische und deutsche Romantik am St. Hugh’s College der University of Oxford studierte. Sie lebt abwechselnd in Aberystwyth und Südfrankreich und unterrichtete Literaturwissenschaft an der Aberystwyth University in Wales wie auch Creative Writing an der University of East Anglia. Seit Januar 2007 lehrt sie an der University of Manchester.
Ihr Roman Die Germanistin wurde 1997 mit dem McKitterick-Preis der Society of Authors als bestes Debüt einer Autorin über 40 Jahre ausgezeichnet.

## Werke
- Die Germanistin. OT: Hallucinating Foucault, übersetzt aus dem Englischen von Karen Nölle-Fischer. Berlin Verlag, Berlin 1997. ISBN 3-8270-0212-5.
- Monsieur Shoushana´s lemon trees. (Titel nicht auf Deutsch.) Ecco – Harper Collins, New York/USA 1998.
- James Miranda Barry. OT: James Miranda Barry, übersetzt aus dem Englischen von Heidi Zerning. Berlin Verlag, Berlin 1999. ISBN 3-8270-0320-2.
- James Miranda Barry. OT: The doctor. A novel. Ecco – Harper Collins, New York/USA 2000. - Amerikanische Ausgabe von James Miranda Barry. Berlin Verlag, Berlin 1999. ISBN 3-8270-0320-2.
- Der tödliche Zwischenraum. OT: The deadly space between, übersetzt aus dem Englischen von Barbara Schaden. Berlin Verlag, Berlin 2003. ISBN 3-8270-0466-7
- Sieben Geschichten von Sex und Tod. OT: Seven tales of sex and death, übersetzt aus dem Englischen von Barbara Schaden, Berlin Verlag, Berlin 2005. ISBN 3-8270-0465-9.
- Miss Webster und Chérif. OT: Miss Webster and Chérif, übersetzt aus dem Englischen von Werner Löcher-Lawrence. Berlin Verlag, Berlin 2006. ISBN 3-8270-0668-6.
- Der Komponist und seine Richterin. OT: The strange case of the composer and his judge, übersetzt aus dem Englischen von Barbara Schaden. Berlin Verlag, Berlin 2010. ISBN 978-3-8270-0915-9.
- Sophie und die Sibylle. OT: Sophie and the Sybil, übersetzt aus dem Englischen von Barbara Schaden. Berlin Verlag, Berlin 2016. ISBN 978-3-8270-1274-6.